# Krigsåret 1784

## Pågående krig
- Fjärde anglo-nederländska kriget (1780-1784)[1]
  - Storbritannien på ena sidan.
  - Nederländerna, Frankrike med flera på andra sidan.

- Indiankrigen (1622-1918)
  - Diverse stater i Amerika på ena sidan
  - Diverse indainstammar på andra sidan

- Kittelkriget (1784)
  - Habsburg och Storbritannien på ena sidan.
  - Nederländerna på andra sidan.

### Fotnoter
1. ↑  ”WHKMLA”. http://www.zum.de/whkmla/military/18cen/anglodutch4.html. Läst 30 juni 2011.